# Stefan Lundgren (ekonom)
Stefan Lundgren, född 1952, är en svensk ämbetsman och ekonom. Han var generaldirektör för Statistiska centralbyrån 2009–2017 och riksrevisor 2017–2020.
Lundgren disputerade 1985 på en avhandling om modellering av ekonomi och prisbildning för kärnkraft. Han blev senare docent i nationalekonomi vid Handelshögskolan i Stockholm, och har gett ut ytterligare skrifter om bland annat prisbildning och beskattning i energisektorn. Han var finansråd och chef för ekonomiska avdelningen på Finansdepartementet 1999–2002 och verkställande direktör för Studieförbundet Näringsliv och Samhälle 2003–2009. År 2009 utnämndes han till generaldirektör för Statistiska centralbyrån.
I februari 2017 valdes han av Sveriges riksdag till en av tre riksrevisorer för en sjuårsperiod från den 15 mars 2017. Han utsågs samtidigt till riksrevisor med administrativt ansvar. Han lämnade detta uppdrag 2020 då Riksrevisionen omorganiserades så att antalet riksrevisorer minskades till en.